# Анчески, Аристиде
Аристиде Анчески (итал. Aristide Anceschi; 1866, Модена — 1938, Милан) — итальянский оперный певец (баритон).
Окончил Болонский музыкальный лицей (1892), ученик Алессандро Бузи. В том же году дебютировал в Болонской опере в партии Сильвио («Паяцы» Руджеро Леонкавалло) и в дальнейшей карьере был преимущественно связан с веристским репертуаром. Первый исполнитель партии Скирмера в опере Леонкавалло «Чаттертон» (Рим, 1896). Вплоть до 1926 г. выступал на разных сценах Италии, в 1901 г. успешно гастролировал в Каире. В 1902—1915 гг. предпринял ряд гастрольных поездок по Южной Америке, пел в Рио-де-Жанейро, Сан-Паулу, Буэнос-Айресе, Росарио, в Сантьяго в 1910 г. участвовал в премьере оперы Луиджи Стефано Джарды «Лорд Байрон». Зимой 1914 г. выступал в Санкт-Петербурге, весной того же года в лондонском Ковент-Гардене.
В 1902—1909 гг. записал в Милане несколько арий из опер Беллини, Доницетти, Гуно, Верди, Леонкавалло.
В последнее десятилетие жизни руководил в Милане школой вокалистов, среди его учеников Иджинио Дзангери.